# Dysdera hiemalis
Dysdera hiemalis es una especie de arañas araneomorfas de la familia Dysderidae.

## Distribución geográfica
Es endémica de las islas de Creta y Kárpatos (Grecia).